# Ійме
Сільське поселення (сумон) Ійме (тив.: Ийме) входить до складу Дзун-Хемчицького кожууну Республіки Тива Російської Федерації.

## Населення
Населення сумона станом на 1 січня року
| Рік    | 2011 | 2012 | 2013 | 2014 | 2015 |
| ------ | ---- | ---- | ---- | ---- | ---- |
| Насел. | 675  | 662  | 661  | 652  | 649  |

## Пам'ятки археології
У селі розташовано кілька пам'яток археології — городище, напис на скелі, стела з написом. Усі вони датовані VIII–IX, а стела VI–VIII століттям.